# آ ۱۶۸۹- زد دی ۱
آ ۱۶۸۹- زد دی ۱ (انگلیسی: A1689-zD1) نام یک کهکشان است که در صورت فلکی دوشیزه قرار دارد. این کهکشان توسط تلسکوپ فضایی هابل و تلسکوپ فضایی اسپیتزر کشف گردیده است. این فاصله این کهکشان تا زمین ما حدود ۷۰۰ میلیون سال نوری است. این کهکشان پس از مه‌بانگ بزرگ به وجود آمده است.